# EyesWeb
 (février 2012).
Si vous disposez d'ouvrages ou d'articles de référence ou si vous connaissez des sites web de qualité traitant du thème abordé ici, merci de compléter l'article en donnant les références utiles à sa vérifiabilité et en les liant à la section « Notes et références ».
EyesWeb est un logiciel gratuit, permettant l'interaction au moyen de la vidéo.
Il a été créé en 1999 par le Laboratoire d'Informatique Musicale de l'université de Genova en Italie.
Associé à Pure Data (libre et gratuit), il permet de créer relativement facilement des environnements sonores interactifs.